# Reden (Adelsgeschlecht)

Wappen derer von Reden

Reden ist der Name eines niedersächsischen Uradelsgeschlechts, dessen gleichnamiger Stammsitz Reden heute ein Ortsteil der Stadt Pattensen in der Region Hannover ist.
Die Familie ist von dem emsländischen Adelsgeschlecht Rehden, den märkischen und schlesischen Adelsgeschlechtern Redern, dem hildesheimischen Uradelsgeschlecht Rheden sowie dem westfälisch-niederländisch-irischen Adelsgeschlecht Rhede zu unterscheiden.

## Geschichte
Die Stammreihe beginnt mit dem Ritter Heinrich, genannt Hysce, erstmals 1180 urkundlich erwähnt, dessen Sohn Wulfer im Jahr 1227 Wlfard de Rethen genannt wird.
Stammsitz war die 1227 erstmals erwähnte Burg Reden; das an ihrer Stelle in der ersten Hälfte des 19. Jahrhunderts erbaute Herrenhaus befindet sich mit dem Rittergut bis heute im Besitz der Familie. Das Geschlecht teilte sich später in die Hauptlinien Franzburg und Hastenbeck.
Franzburg hieß ursprünglich Süersen und ist ein Rittergut bei Gehrden im Bereich der Calenberger Ritterschaft, das seit dem Mittelalter der Adelsfamilie von Süerssen gehörte. Die Letzte dieses Geschlechts, Dorothea, heiratete einen Reden und ihr Sohn Franz erbte das Rittergut 1590. Gleichzeitig damit belehnte ihn der Landesfürst mit dem Erbschenkenamt des Fürstentums Calenberg. Franz von Reden ließ die alten Gutsgebäude abbrechen und an anderer Stelle auf den Ländereien das Rittergut Franzburg errichten, das er nach sich benannte. Als die Franzburger Linie 1777 erlosch, fielen die Güter Reden (mit Harkenbleck) und Franzburg (sowie Gleidingen und Hüpede) an einen Zweig der Hastenbecker Linie. Das Franzburger Herrenhaus, um 1650 errichtet und um 1780 durch einen großen Fachwerkbau ersetzt, ging mit dem Gutspark und weiteren Gebäuden 1959 schenkweise an den Landkreis und wurde 1967 infolge Baufälligkeit abgerissen. Das Gutsland befindet sich noch im Besitz der Familie.

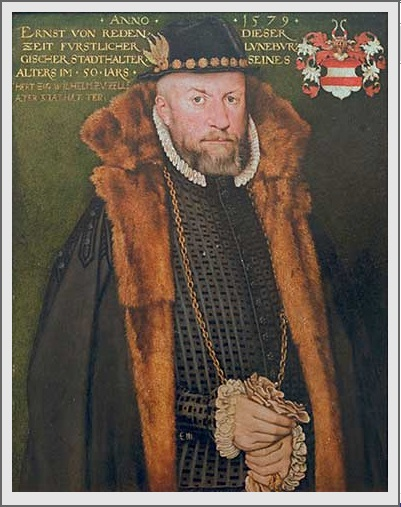
Ernst von Reden (1525–1589), Statthalter des Fürstentums Lüneburg, Gemälde von Ludger tom Ring dem Jüngeren, 1579

Den Redenhof in Hameln erbaute 1568 Ernst von Reden (1525–1589), Statthalter des Fürstentums Lüneburg, als Freihaus. Der in der Stadt gelegene Adelshof gehörte später zum gemeinsamen Fideikommiss mehrerer Familienzweige, in deren Besitz er sich bis heute befindet.
Schloss Hastenbeck bei Hameln erwarb 1639 Ernsts Sohn Henning von Reden (1576–1643). Das alte Herrenhaus von 1635 wurde 1869 durch einen neugotischen Neubau ersetzt. Das Gut blieb bis 1947 im Besitz der Reden und gehört seither Nachfahren in weiblicher Linie, Familie Hohlt.
Hennings Söhne Wilhelm (1627–1661) und Ernst Friedrich (1639–1720) begründeten zwei jüngere Hauptlinien, die beide bis heute bestehen: die Hastenbeck-Hamelner Linie (auch Neu-Redensche Güter genannt) sowie die Stemmer/Redener Linie (Alt-Redensche Güter). Die erstere Linie erwarb neben Hastenbeck und dem Hamelner Redenhof 1730 auch Schloss Wendlinghausen im Lippischen, das sich bis heute im Besitz eines Zweiges befindet. Später kamen durch Erwerb 1776 das Gut Esbeck bei Freden (Leine) und durch Erbe das Gut Morsleben und das Gut Bennigsen II (ein vom Rittergut Bennigsen abgeteilter Besitz) hinzu. Die zweite Linie erbte von der erloschenen älteren Hauptlinie das Stammgut Reden sowie das Gut Franzburg und erwarb 1671 auch das Rittergut Stemmen, das sie bis 1795 besaß. Ferner kamen eines der Rittergüter in Pattensen und das Gut Hüpede hinzu; die Besitze wurden unter mehreren Zweigen aufgeteilt.
Zwei Rittergüter in der Südheide, Oldendorf und Hermannsburg, erhielt 1788 der Generalfeldmarschall Johann Wilhelm von Reden von Georg III., Kurfürst von Hannover und König von Großbritannien, für seine Verdienste als Offizier im Siebenjährigen Krieg zu Lehen. Er vererbte sie seinen Neffen Friedrich Otto (der Stemmen verkaufte) und Franz, hannoverscher Gesandter an verschiedenen Höfen. 1840 nahmen deren Nachfolger eine Teilung vor. Das Gut in Oldendorf ist bis heute im Besitz der Familie.
In Niederschlesien ließ Melchior Gottlob von Reden von 1728 bis 1732 das barocke Schloss Kotzenau errichten. Im niederschlesischen Buchwald legte der preußische Bergbauminister Friedrich Wilhelm Graf von Reden (1752–1815) gemeinsam mit seiner Gemahlin Friederike einen bedeutenden Landschaftspark im Geist der Empfindsamkeit an und empfing zahlreiche berühmte Gäste.
Weitere Besitzungen kamen in neuerer Zeit durch Heiraten in die Familie: Georg von Reden, Erbe des Stammgutes, übernahm nach dem Tod seines Schwiegervaters Eduard von Lütcken auch dessen Familiengut Holenwisch an der Süderelbe. Das Rittergut Wathlingen bei Celle im Bereich der Ritterschaft des Fürstentums Lüneburg kam durch Ilse von Lüneburg (1910–1965), verheiratet seit 1934 mit Heinz-Henning von Reden, in die Familie und in der nächsten Generation auch das Rittergut Schnega im Wendland durch Elke geb. Freiin Grote.

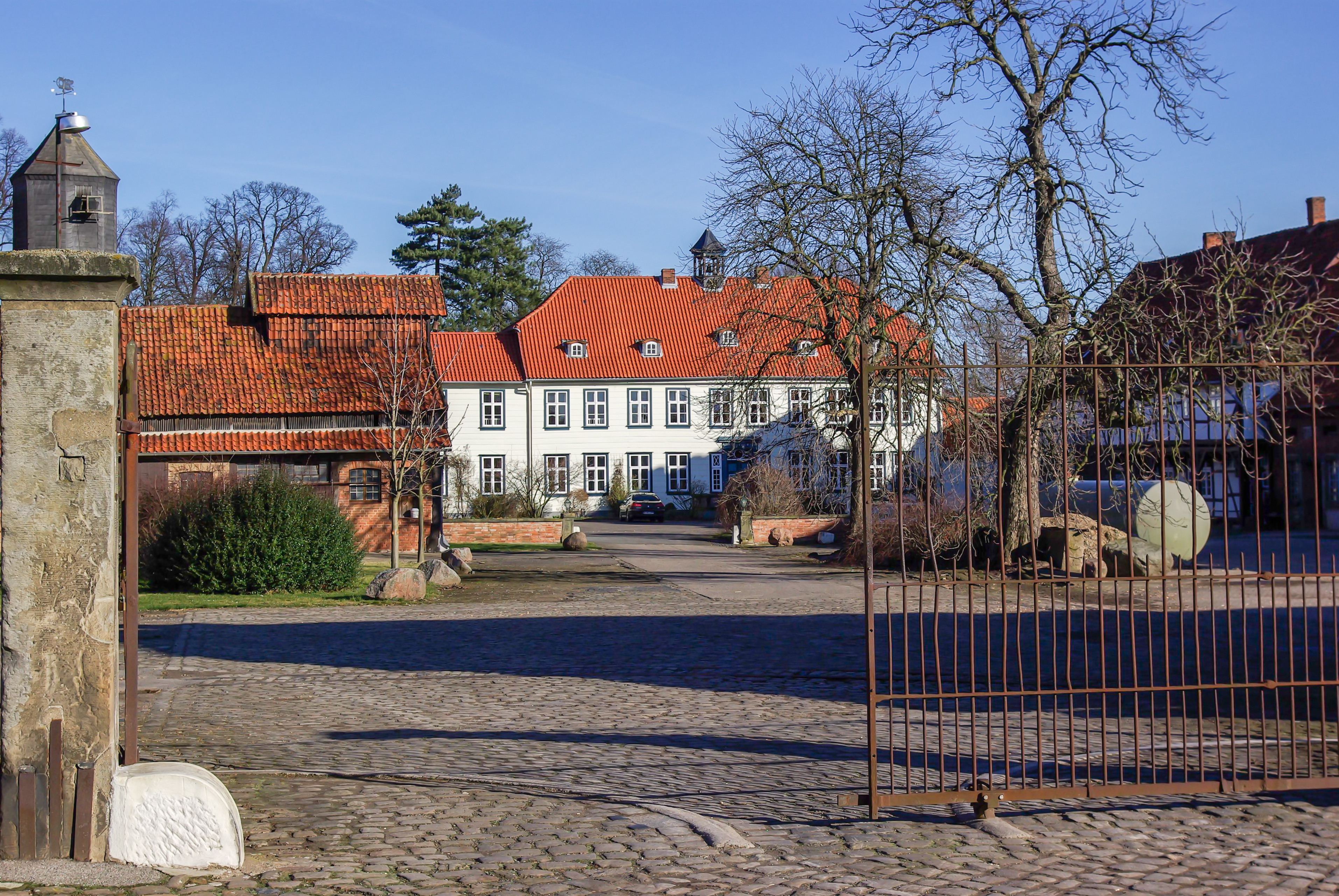
Rittergut Reden
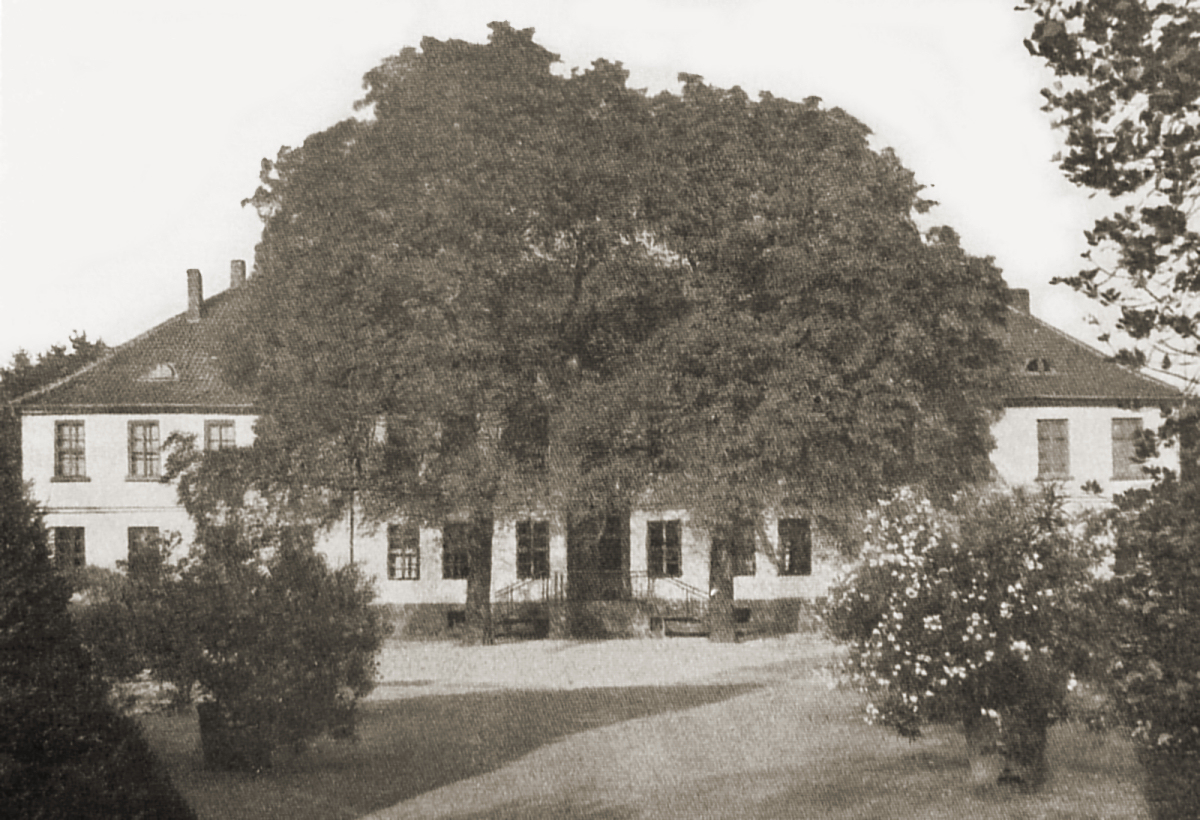
Rittergut Franzburg (um 1912)
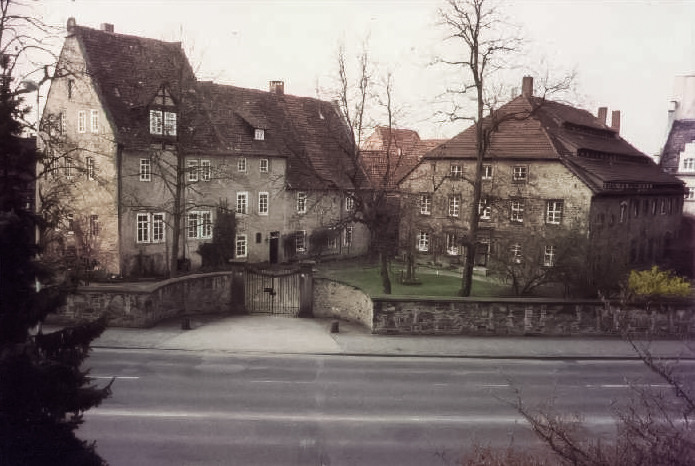
Redenhof in Hameln
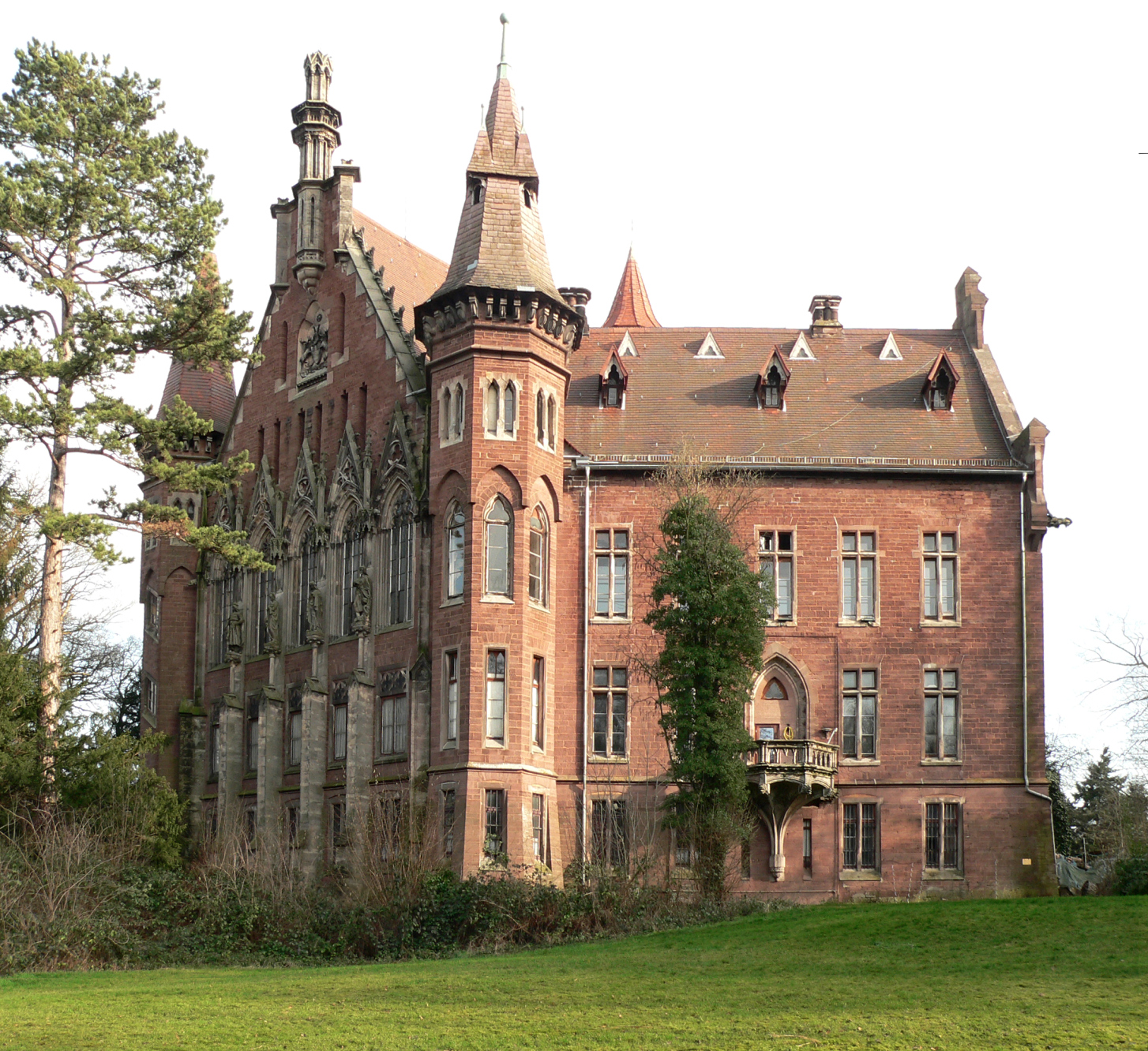
Schloss Hastenbeck
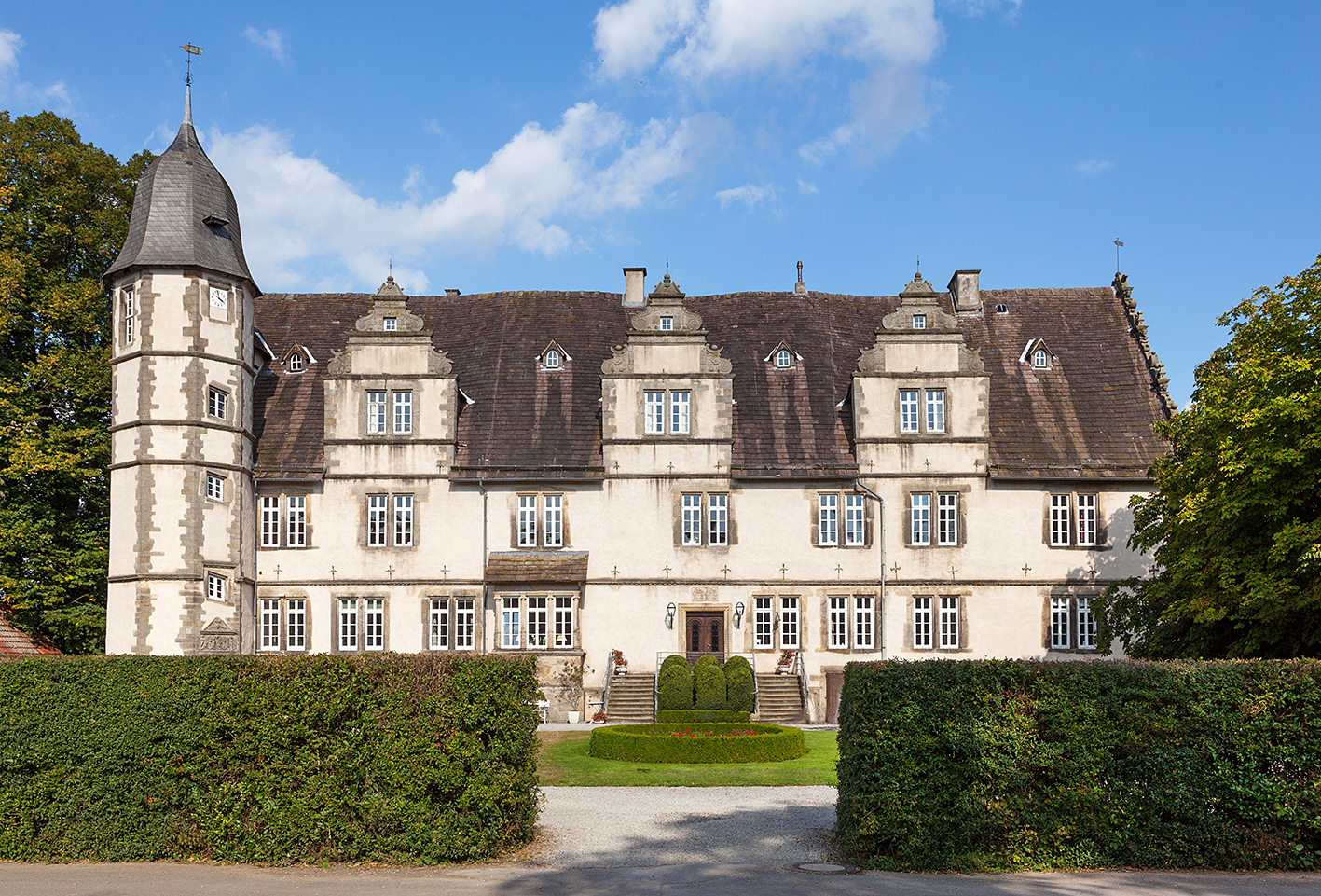
Schloss Wendlinghausen

## Wappen
Das Wappen zeigt einen dreimal geteilten rot-silbernen Schild, als Zier des Helms mit rot-silbernen Decken zwei auswärts geneigte rot-silberne Stäbe. Der Wahlspruch lautet: Wahrheit und Recht.

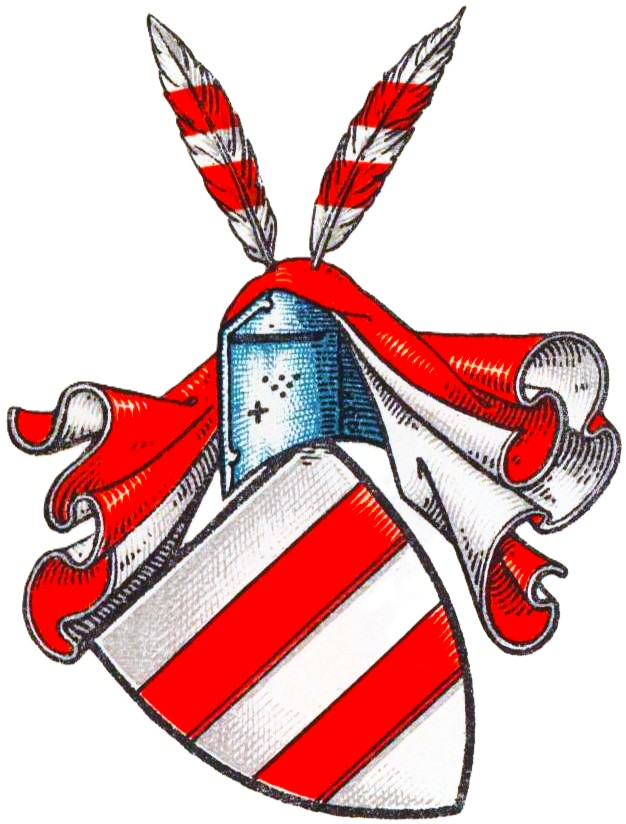
Wappen derer von Reden in Wappenbuch des Westfälischen Adels
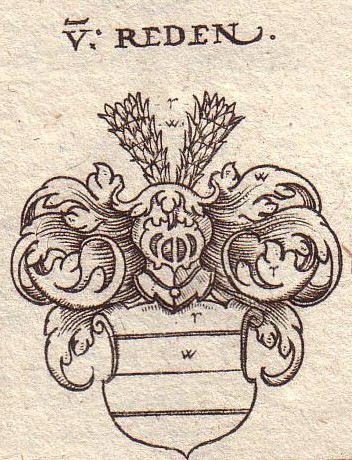
Wappen derer von Reden im Weigel'schen Wappenbuch, 1734

## Standeserhebungen
Die Erhebung in den preußischen Grafenstand erfolgte am 15. Oktober 1786 durch Friedrich Wilhelm II. anlässlich der Krönungsfeierlichkeiten des Monarchen in Berlin für den königlich preußischen Kammerherrn Friedrich Wilhelm von Reden, Mitherr auf dem Redenhof zu Hameln und Gutsbesitzer auf Bennigsen II, Geheimer Oberfinanzrat und Direktor des schlesischen Oberbergamts. Er förderte den Bergbau in Schlesien, wo er das Gut Buchwald erwarb und diente 1803–1807 als preußischer Bergbauminister. Da er kinderlos war, kam es nicht zur Fortsetzung einer gräflichen Linie.
In Österreich erhielt Alexander Freiherr von Reden am 12. April 1894 die Prävalierung und am 25. Oktober 1894 die Bestätigung des Freiherrntitels.

## Namensträger

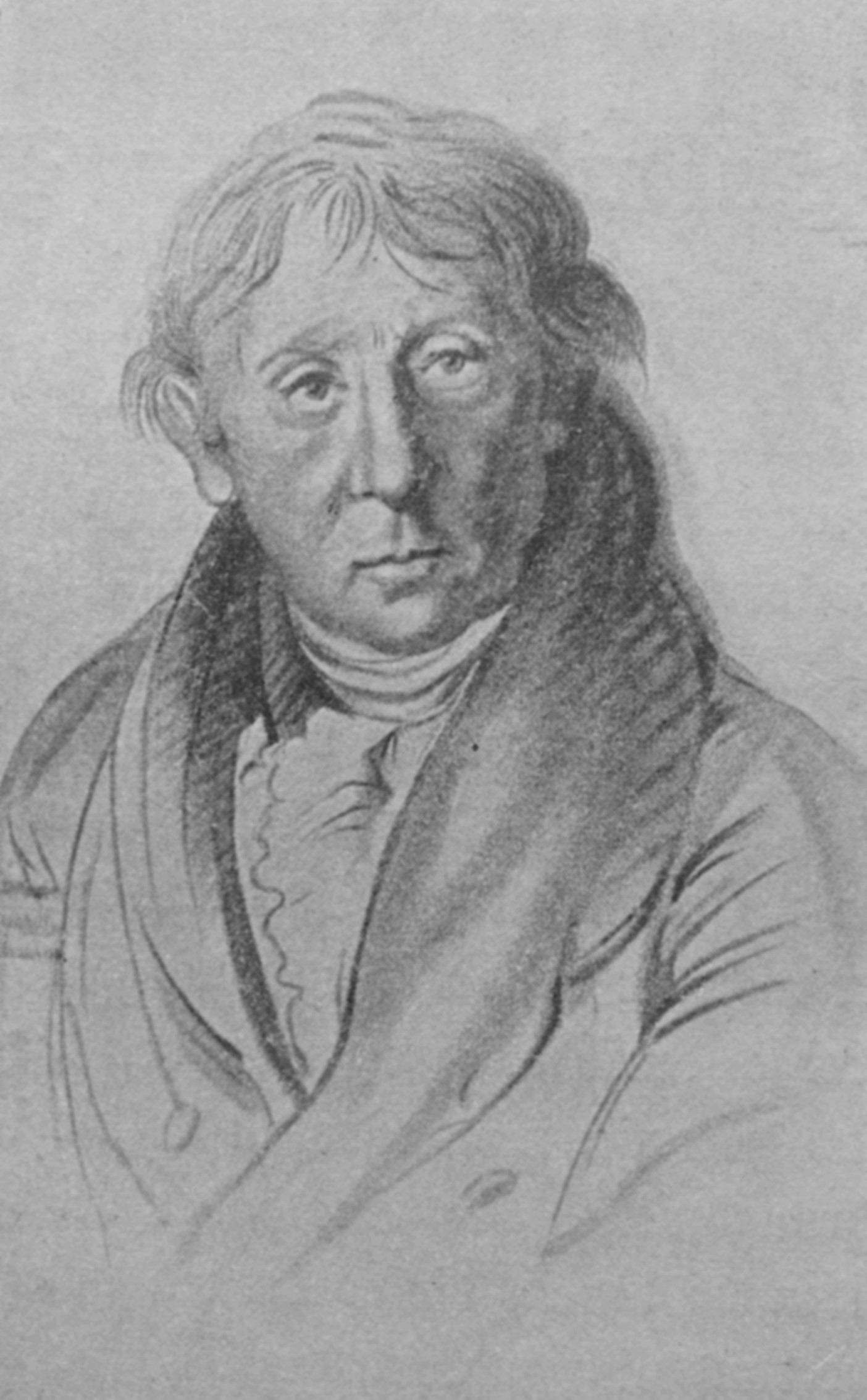
Friedrich Wilhelm Graf von Reden (1752–1815), preußischer Bergbauminister

- Ernst von Reden (* um 1529; † 1589), Lüneburgischer Statthalter
- Johann Wilhelm von Reden (* 1717; † 1801); braunschweig-lüneburgischer Generalfeldmarschall. Chef des Dritten Kurhannoverschen Infanterie-Regiments („Regiment von Reden“) und Kommandant von Hannover
- Claus Friedrich von Reden (* 1736; † 1791), Mitbegründer der Bergakademie in Clausthal und hannoverscher Berghauptmann von 1769 bis 1791
- Friedrich Wilhelm Graf von Reden (* 1752; † 1815); königlich preußischer Oberberghauptmann und Staatsminister.
- Franz Ludwig Wilhelm von Reden  (* 1754; † 1831); hannoverscher Minister und Gesandter beim Reichstag in Regensburg, beim Vatikan und am preußischen Hof.
- Friedrich Otto Burchard von Reden (* 1769; † 1836), hannoverscher Berghauptmann
- Friederike Gräfin von Reden, geb. Freiin Riedesel zu Eisenbach (* 1774; † 1854); Mutter des Hirschberger Tales, Frau von Friedrich Wilhelm Graf von Reden.
- Philippine von Reden, geb. Freiin Knigge (* 1775; † 1841), Schriftstellerin und Aphoristikerin des 18. Jahrhunderts
- Friedrich Wilhelm von Reden (* 1802; † 1857) a.d.H. Wendlinghausen; Dr. jur. und ein bekannter Statistiker, Mitglied der Frankfurter Nationalversammlung. Er zog 1854 nach Wien und begründete einen österreichischen Familienzweig.
- Karl von Reden (* 1821; † 1890), Rittergutsbesitzer und Mitglied des Deutschen Reichstags
- Arnold von Reden (1832–1918), Rittmeister und Gutsbesitzer,[4] Parteifunktionär und Zeitungsverleger[5]
- Ferdinand von Reden (* 1835; † 1902), Rittergutsbesitzer und Mitglied des Deutschen Reichstags
- Erich von Reden (* 1840; 1917), Jurist, Rittergutsbesitzer und Mitglied des Deutschen Reichstags
- Bruno von Reden (1870–1962), deutscher Offizier und Parlamentarier
- Georg von Reden (1877–1946), deutscher Jurist, Gutsbesitzer und Parlamentarier
- Otto von Reden (1877–1962) auf Wendlinghausen, Gutsbesitzer, Offizier und Evangelist[6]
- Erich von Reden (1880–1943), deutscher Verwaltungsbeamter und -richter
- Eduard von Reden-Lütcken (1938–2017), Dr. jur., Oberstadtdirektor von Hameln und Verbandsgeschäftsführer
- Armgard von Reden-Dohna (* 1941), deutsche Historikerin
- Sitta von Reden (* 1962), deutsche Althistorikerin (Forschungsschwerpunkt antike Wirtschafts-, Sozial- und Kulturgeschichte)
- Alexander Sixtus von Reden (* 1952; † 2004); österreichischer Grafiker und Kulturwissenschaftler